# Casino Club
Casino Club es una empresa del rubro de las apuestas creada en el año 1992 por  empresarios patagónicos, entre ellos Cristóbal López. El casino comenzó a funcionar en la calle 25 de mayo 859, Barrio Centro en la ciudad de Comodoro Rivadavia. Con los años la empresa se expandió por las principales ciudades patagónicas y otras urbes del país, llegando a un total de 27 sedes las cuales se dividen en casinos y salas de máquinas tragamonedas. Al 2016 pertenece a Ricardo Benedictino

## Historia

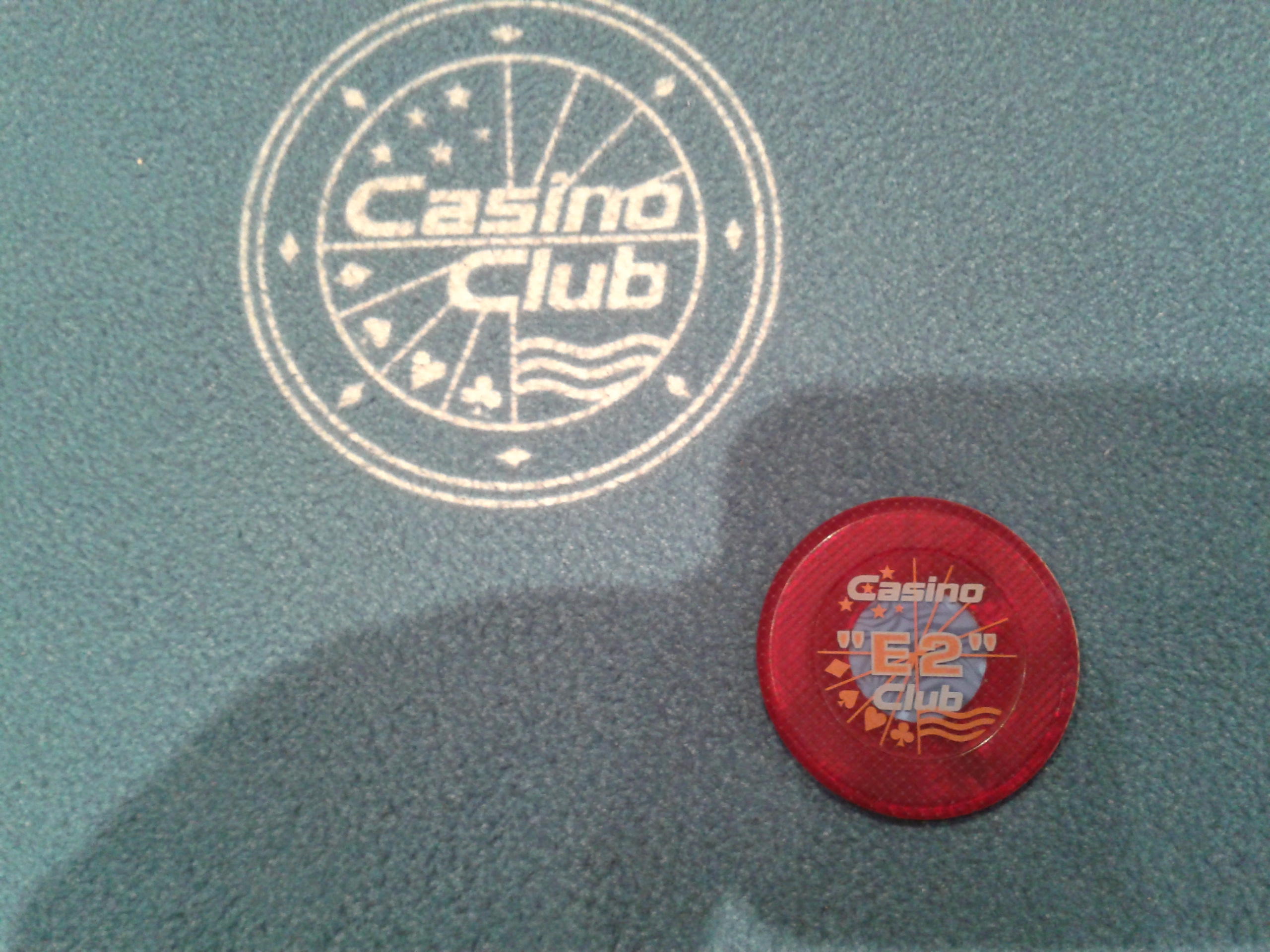
Ficha del casino en la mesa de la ruleta

Los bingos y casinos en abiertos en Chubut son el antecedente desde 1991. La empresa cuenta con 27 filiales y con avanzada tecnología en cada local. Estos puntos se volvieron lugares de encuentro en varias ciudades en donde se asentó el establecimiento.
En estos 21 años la cadena creció eminencialmente en la Patagonia Argentina, legando a lugares en donde por primera vez se pudo apreciar un lugar de encuentros para gente apostadora. Es por eso que se destaca en la región sureña de Argentina.
En 2002, Casino Club participó en la instalación de máquinas tragamonedas en el Hipódromo Argentino de Palermo.
El 19 de febrero de 2009 sufrió un duro revés en San Rafael cuando la Corte Suprema de la Nación autorizó el casino del Tower Hotel al considerar que la actividad del casino del hotel Tower no perjudica los intereses comunitarios de los mendocinos. El estado provincial junto a Casino Club habían demandado el cierre de este casino por considerarlo lesivo al Casino Club que es concesionario del casino provincial. Finalmente la disputa monopólica por San Rafael fue resuelta en favor del hotel casino.
En 2011 la empresa logró la prórroga de la concesión para la explotación de sus casinos en Santa Rosa hasta el año 2029, con extensión, incluso, por veinte años más desde ese año. Para ello se comprometió en la construcción de un hotel cuatro estrellas, una sala de convenciones, el aumento del canon con piso de 200.000 dólares mensuales, duplicación de la capacidad de su estacionamiento y el cierre de una sala céntrica tragamonedas en un plazo máximo de tres años.
Los últimos proyectos en ejecución del casino son el Hotel Casino en Santa Rosa y la apertura de la sede de Río Turbio, primer casino de esta localidad. su actual titular
Ricardo Benedicto compró el hotel Mercure, el empresario dijo que el nuevo hotel bajo la franquicia de la marca “Mercure”, será administrado por la empresa que él preside, Casino Club. Asistió el gobernador Jorge, el secretario Amsé y otras altas autoridades

## Acusaciones
En el año 2012 el Instituto de Seguridad Social de la provincia de La Pampa sería quien cobre en impuestos y regalías municipales la suma en dólares, pero si se suma ingresos brutos la empresa llegó a pagar 400 mil dólares por mes a las arcas municipales.
Desde 2012 la empresa empezó a ser intimada por la municipalidad de Comodoro Rivadavia para que dé a conocer sus cifras de ganancias y estadísticas de diferente índole. Esto se enmarca preocupación de los concejales por la adición a los juegos de azar.[cita requerida] El objetivo de examinar estos datos es limitar su funcionamiento con horarios limitados -evitando el horario laboral- y basarse en las medidas de Sarmiento que aplicó una tasa diferencial a cada máquina tragamonedas, para desalentar las posibles adiciones o la proliferación de ludopatías que podrían estar alcanzando niveles de endemia. Además el intendente pugna por más participación municipal en los dividendos que el casino paga a la provincia, proponiendo que cada municipio cobre el mismo monto que aporta al porcentaje de lo que se apuesta Para ello alega que solo recibe parte de las entradas y que podría cobrar algún impuesto municipal para ajustar diferencias en ganancias abismales de la empresa de juegos de azar.
En 2012 surgieron nuevos cargos, esta vez fueron en la concesión que Casino Club tiene en el "Casino Magic" de San Martín de los Andes, Neuquén. Allí ocho trabajadores de la empresa presentaron denuncias por acoso laboral y sostuvieron que estos problemas empezaron cuando la empresa de Cristóbal López llegó a hacerse cargo de la casa de juegos.[cita requerida] También desde la llegada de este casino se estaría reduciendo el personal de los juegos tradicionales por máquinas tragamonedas que ocuparían menos personal, esto motivó al corte de la Ruta Nacional 234.

## Desarrollo
Con más de 21 años en el mercado, Casino Club en materia de juegos de azar, la empresa cuenta con 27 puntos en donde se destaca el servicio que propone y la avanzada tecnología que cuenta cada local, además estos puntos se volvieron lugares de encuentro en varias ciudades en donde se asentó el establecimiento. 
En estos 21 años la cadena revolucionó el concepto de juegos de azar en la Patagonia Argentina, estableciéndose como un mercado monopólico y único en esa zona. [cita requerida]Llegando a lugares en donde por primera vez se pudo apreciar un lugar de encuentros para gente apostadora. [cita requerida]Es por eso que se destaca en la región sureña de Argentina.En 2017 inauguró su primer Hotel en La Pampa con ocho pisos, con 87 habitaciones, doce suites y una presidencial. Tiene 7.000 metros cuadrados de construcción, con una confitería en planta baja y restorán con una inversión de 250 millones de pesos

## Sucursales

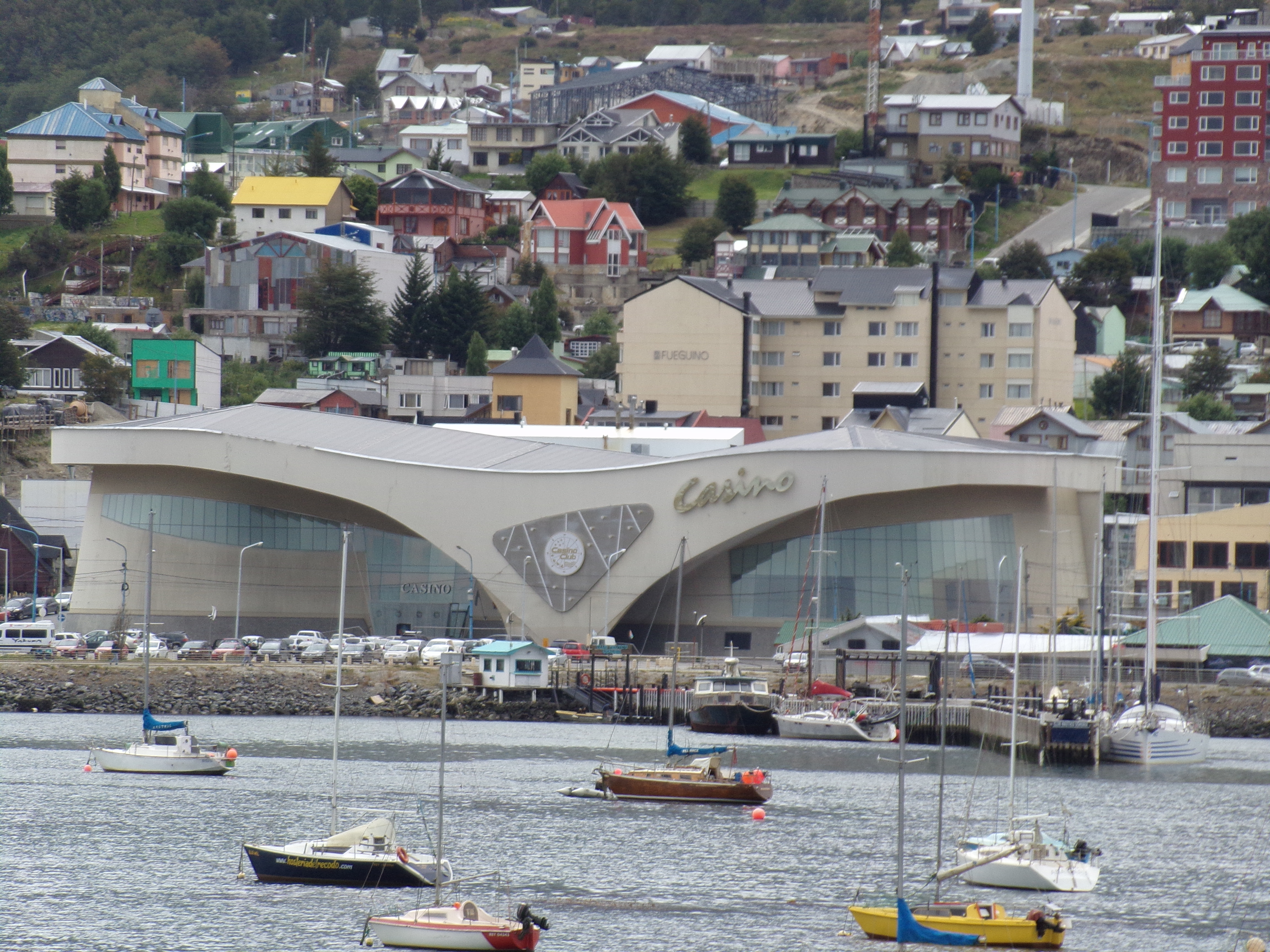
Casino Club Ushuaia

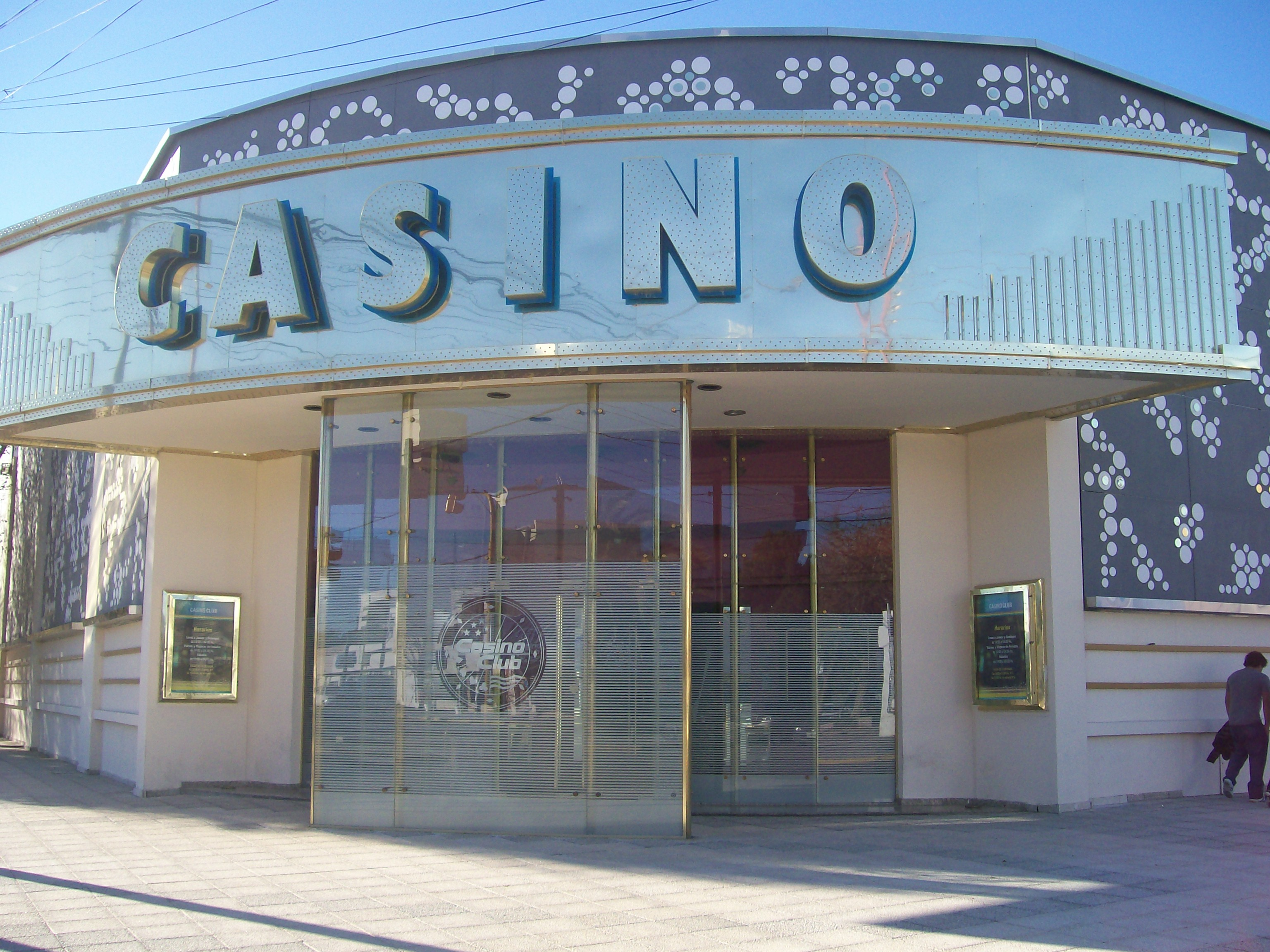
Casino Club Caleta Olivia

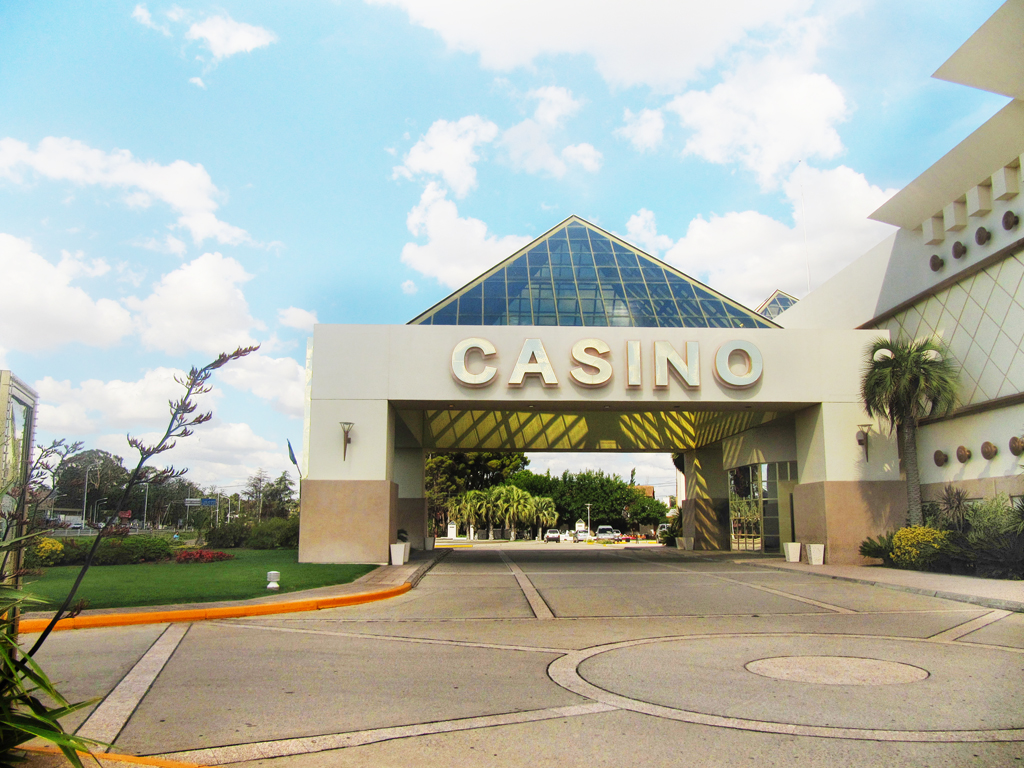
Santa Rosa Casino Club

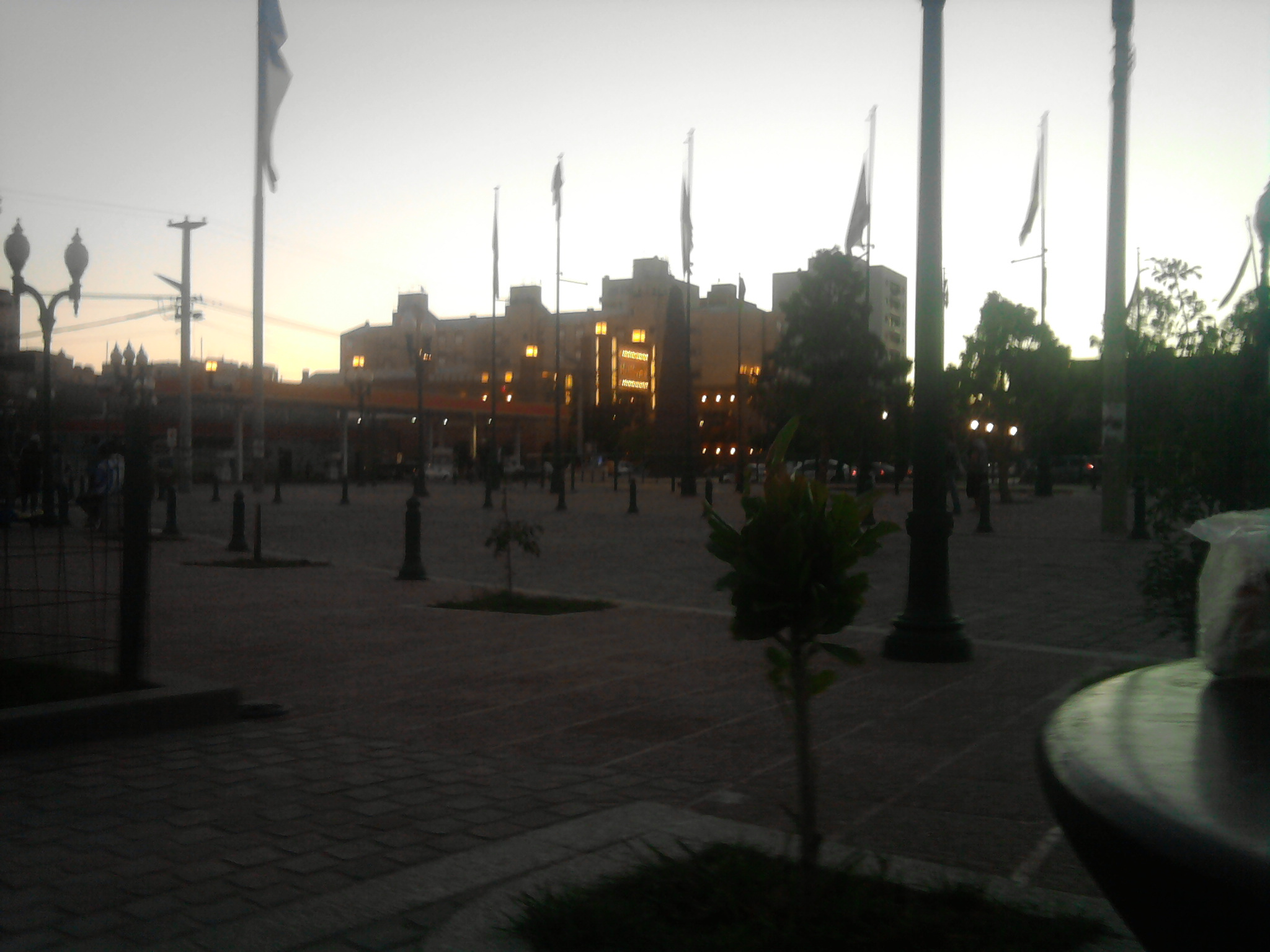
Casino Club Trelew

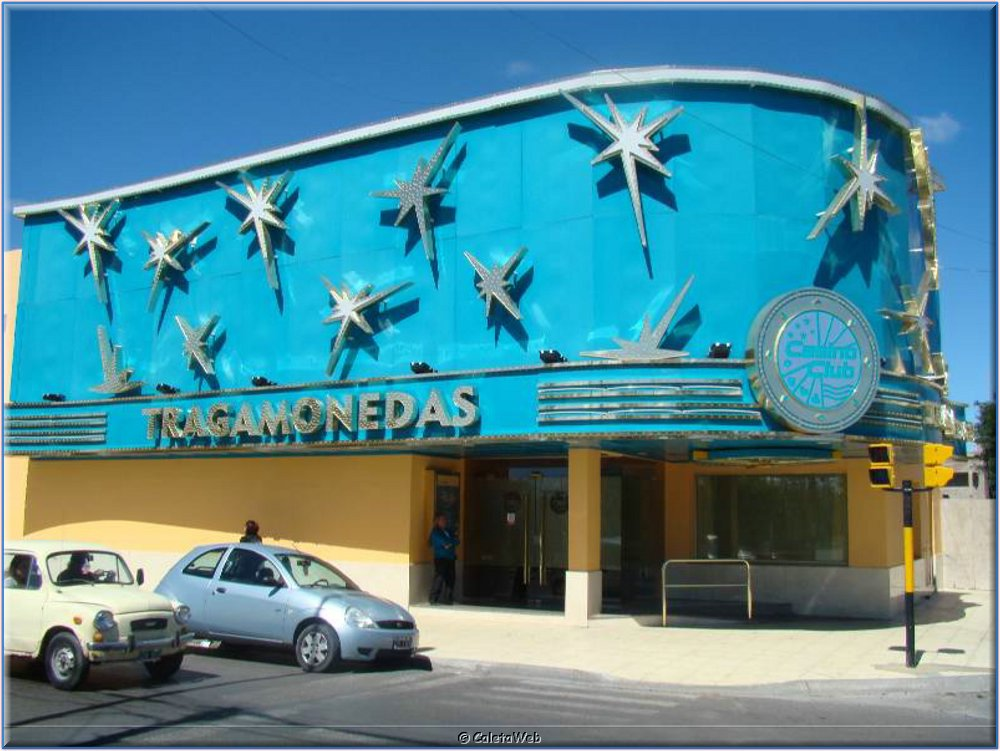
Tragamonedas Pico Truncado

Las sucursales del casino suelen ser muy llamativas, sobre todo de noche, ya que irradian luz y esos de pueden divisar desde 500 metros.
Patagonia Argentina
- Caleta Olivia
- Comodoro Rivadavia Barrio Centro
- Comodoro Rivadavia Avenida Kennedy
- Comodoro Rivadavia Avenida Rivadavia
- El Calafate
- Las Heras
- Pico Truncado
- Puerto Deseado
- Rawson
- Rada Tilly
- Río Gallegos
- Río Grande
- Santa Rosa Illia
- Trelew
- Ushuaia Maipú

Resto del país
- Posadas Central
- Posadas Rotonda
- Posadas Centenario
- Posadas Garupá
- Posadas Terminal
- Posadas Villa Cabello
- Posadas Centro
- San Rafael

## Relaciones con la comunidad
La empresa mantiene relaciones públicas con las ciudades que tiene puntos. En 2011 y 2012 participó del día mundial del cáncer de mama iluminando de rosa sus plazas de Ushuaia, Comodoro Rivadavia y Caleta Olivia sumándose a Royal Phillips en su iniciativa de iluminación de monumentos de la campaña global de la Lucha Contra el Cáncer. En 2012 en Casino Club Santa Rosa se organizó una cena show con artistas que celebró y donó lo recaudado a Francesco Pidone Belcher, un niño que padece un problema congénito ocasionado por la ruptura uterina que le ocasionó secuelas motoras graves. El propósito fue recaudar para su viaje a China, lugar del tratamiento de implante de células madres que precisa. Este tuvo un valor de U$S 60.000. En Comodoro posee un equipo de futsal con homónimo nombre. El equipo se destaca por estar entre los mejores del país y haber podido logran gran cantidad de títulos en la ciudad y títulos internacionales como el Panasur y Campeonato Panamericano de Clubes de futsal en 2007.